# Яновська Ольга Дмитрівна
Яновська Ольга Дмитрівна (20.01.1900 р. – 2.10.1997 р.) — українська художниця, уродженка Острога.

## Життя
Яновська Ольга Дмитрівна, відома українська художниця народилась 3 лютого 1900 року в Острозі Волинської губ. в сім’ї службовця Дмитра Гавриловича Яновського. У 1902 році після смерті матері Ольгу виховувала бабуся Ольга Петрівна Сумневич. Батько з службових справ часто переїжджав, але щоліта Ольгу привозили до Острога до сестри батька Марії Гаврилівни. Початкову освіту здобула в жіночому училищі  в Білостоці.
Навчалася у Київській жіночій гімназії і жила у дядька - відомого лікаря Теофіла Гавриловича Яновського. 
Закінчивши гімназію, певний час вчилася у Київському художньому училищі. Кинувши заклад, вступила на економічний та юридичний факультети вищих жіночих курсів. Знайомиться з родиною Булгакових (Михайло-майбутній письменник). 
1916 - навчалася у приватній студії в Києві. 
1917 - вийшла заміж за Якова Тарнавського, нащадка відомих поміщиків-меценатів. Яків під час революції виїздить за кордон, а вона лишається в Одесі. 
1933 - переїхала у Москву. 
1923 - відвідує студію І. Машкова. 
1926 - учасник виставок Асоціації художників революції.
1929 року стає членом АХРР, викладає в класі живопису в Московському художньому інституті та на графічному факультеті (Московського поліграфічного інституту). 
1940 - одружується з художником Георгієм Ряжським. 
Після війни Ольга Яновська відновлює зв'язки з Острогом. На все літо приїжджає до своєї племінниці Нелі Лисяної. 
2 жовтня 1998 померла в Москві, маючи 98 років. Згідно із заповітом, її прах був привезений і похований в Острозі. 

## Творчий спадок
По собі Ольга Дмитрівна Яновська залишила багату творчу спадщину. Картини виставлялись у Берліні, Відні, Осло, Варшаві, Венеції… Твори зберігаються в Третьяковській галереї, художніх музеях Саратова, Пермі, Луганська, Львова. Більше 70 своїх робіт в 1992 році подарувала Острозькому краєзнавчому музею.
Чимало графічних робіт художниця присвятила рідному місту: "Замок князів Острозьких", "Подвір'я Острозького музею", "Кругла башта ХVІ століття", "Башти Свято-Троїцького монастиря в с. Межирічі" та ін.